# Мрежова файлова система
Мрежова файлова система (Network file system, NFS) e файлова система, поддържаща поделяне на файлове. През 1985 г. Sun Microsystems създава мрежова файлова система, която става първата широко използвана мрежа, използваща интернет протокол. Други известни файови системи са Andrew File System (AFS), NetWare Core Protocol (NCP) и Server Message Block (SMB), още позната като Common Internet File System (CIFS, обща интернет файлова система).